# Rasmussen Basin
Das Rasmussen Basin (Inuktitut Kangilliniq) ist eine Bucht des nordamerikanischen Festlands in der Region Kitikmeot im kanadischen Territorium Nunavut.

## Geographie
Das Rasmussen Basin liegt südöstlich von King William Island entlang der Küste des nordamerikanischen Festlands. Es ist über die Rae Strait im Norden mit dem St. Roch Basis und über die Simpson Strait im Westen mit dem Queen Maud Gulf verbunden. Im Süden schließt sich das Chantrey Inlet an. Mit Ausnahme der Hovgaard Islands vor der Küste von King William Island besitzt das Rasmussen Basin keine größeren Inseln. Am nordwestlichen Ufer des Beckens liegt auf King William Island der Ort Gjoa Haven mit über 1000 Einwohnern.
Von Anfang Oktober bis in die zweite Julihälfte ist das Gewässer von Festeis bedeckt, das gewöhnlich eine Stärke zwischen 1,80 und 2,20 m erreicht.

## Geschichte
Bei der erstmaligen Durchquerung der Nordwestpassage überwinterte die Expedition unter Leitung von Roald Amundsen von 1903 bis 1905 zweimal mit ihrem Schiff Gjøa in der zum Rasmussen Basin gehörenden Bucht Gjoa Haven.

## Weblink
- Rasmussen Basin im Atlas of Canada